# ケーブルカー (ル・アーヴル)
ル・アーヴル・ケーブルカー（フランス語: Funiculaire du Havre）は、フランスのル・アーヴルにあるケーブルカーである。1890年開業

## 概要
当路線は、市内の公共交通網に組み込まれており、ブ・オセアン (Bus Océane) によって運営されている。
当路線は、トンネル、交換ループおよび41パーセントの傾斜を含む、ル・アーヴル (Le Havre) （ギュスターヴ・フローベール通り (Rue Gustave Flaubert)） - コート・サント＝マリー (Côte Sainte-Marie) （フェリックス・フォール通り (Rue Félix Faure)）間を走行している。
1890年に、Compagnie Générale Française de Tramways (CGFT) によって当路線が建設され、開業している。
1911年までは、信頼性の低い蒸気式客車によって当路線が運行されていた。
1911年に、当路線が再ケーブル化および電化されている。
| 区間       | ル・アーヴル - サント＝マリー |
| 軌間       | 1,435 mm                      |
| 延長       | 343 m                         |
| 標高       | 77 m                          |
| 停車場数   | 2駅                           |
| 保有車両数 | 2両                           |
| 定員数     | 不明                          |
| 所要時間   | 3分                           |
| 営業時間   | 7:30 - 19:30                  |
| 運転間隔   | 6〜10分                       |